# التلوث الإشعاعي في مصنع روكي فلاتس

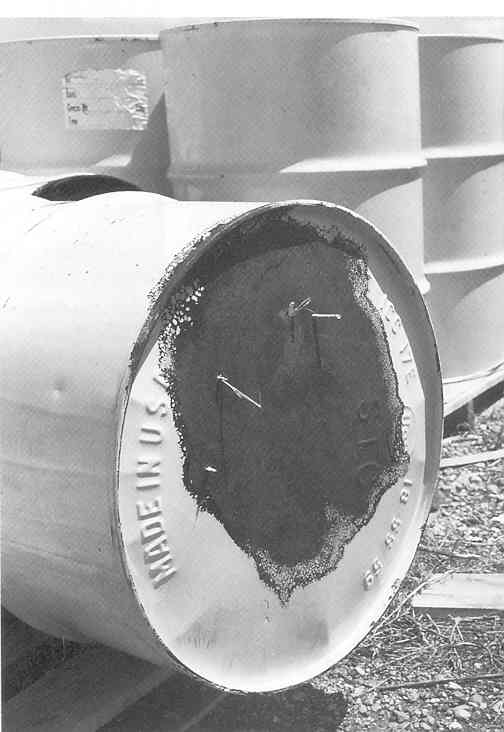
برميل تخزين نفايات متآكل.

التلوث الإشعاعي في مصنع روكي فلاتس هو مصنع روكي فلاتس وهو منشأة لإنتاج الأسلحة النووية الأمريكية سابقاً يقع على بعد حوالي 15 ميلاً شمال غرب دنفر، أحدث تلوثًا إشعاعيًا (في المقام الأول البلوتونيوم والأميريسيوم واليورانيوم) داخل حدوده وخارجها.

## الخلفية

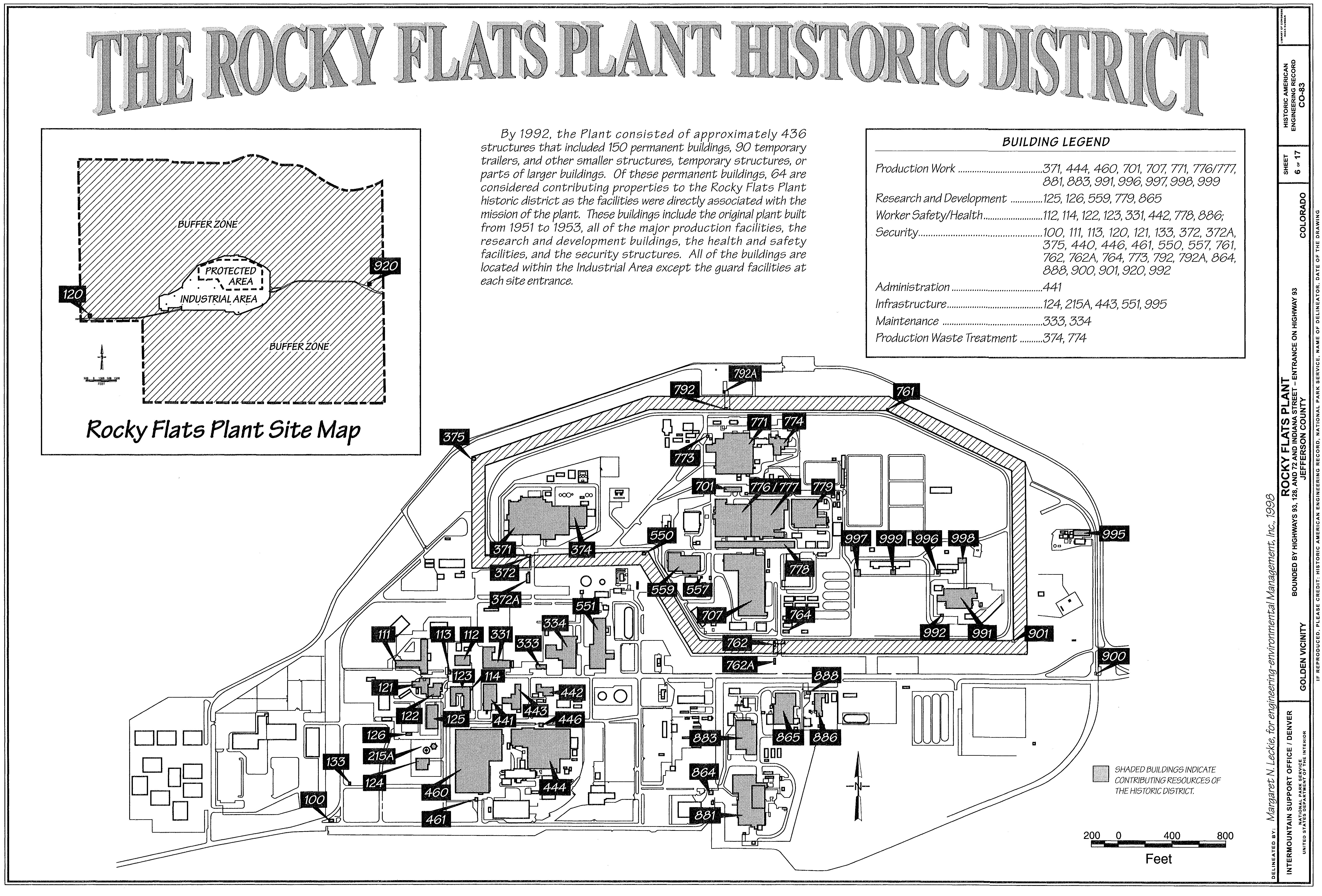
خريطة مصنع الروكي فلاتس

كان مصنع روكي فلاتس يقع جنوب بولدر وشمال غرب دنفر في ولاية كولورادو. كان في الأصل خاضع لإدارة شركة داو كيميكال، ثم نُقلت الإدارة إلى شركة روكويل في عام 1975. بعد أن كانت مساحته في البداية 4 ميل مربع (10 كيلومتر مربع)، وُسع الموقع بمنطقة عازلة مساحتها 4600 فدان (19 كيلومتر مربع) في 1972.
بدأ تشييد المباني الأولى في الموقع في 10 يوليو 1951. بدأ إنتاج أجزاء للأسلحة النووية في عام 1953. في ذلك الوقت، كانت الطبيعة الدقيقة للعمل في روكي فلاتس سرية للغاية. أنتج المصنع نوى الانشطار للأسلحة النووية، التي تستخدم «لإشعال» الانصهار والوقود القابل للانشطار في جميع الأسلحة النووية الحديثة. تشبه نوى الانشطار نسخًا مصغرة من قنبلة الرجل البدين النووية التي انفجرت فوق ناغاساكي. غالبًا ما يشار إلى نوى الانشطار باسم «أزندة» في الوثائق الرسمية والأخبار لإخفاء وظيفتها. طوال معظم عمرها التشغيلي، كانت روكي فلاتس المنتج الوحيد الضخم لمكونات البلوتونيوم المستخدمة في المخزون النووي الأمريكي.
انتقلت إدارة الموقع إلى شركة إي جي آند جي في عام 1990، والتي لم تقدم طلبًا جديدًا للحصول على عقد الإدارة في عام 1994. انتقلت إدارة الموقع بعد ذلك إلى شركة كايزر هيل اعتبارًا من 1 يوليو 1995. تدير وزارة الطاقة الآن الجزء المركزي من الموقع، حيث كانت مباني الإنتاج تقع في السابق، في حين تولت المؤسسة الأمريكية للأسماك والحياة البرية إدارة الوحدة الخارجية الطرفية.

## مصدر التلوث
جاء معظم التلوث الإشعاعي من روكي فلاتس من ثلاثة مصادر: حريق كارثي في عام 1957، وتسريب البراميل في منطقة التخزين الخارجية في 1964-1968، وحريق آخر أقل شدة في عام 1969. يمكن للبلوتونيوم، المستخدم في بناء المكونات الانشطارية للأسلحة، أن يحترق تلقائيًا في الهواء في درجة حرارة الغرفة. تشمل المصادر الإضافية للتلوث بالأكتينيدات ومحاولات تزجيج الإسمنت الطيني (بوندكريت) غير الكافية والانبعاثات الروتينية خلال العقود أثناء عمليات المصنع.

### حريق 1957
في مساء يوم 11 سبتمبر 1957، اشتعلت رقاقات البلوتونيوم في صندوق القفازات في المبنى 771، وهو مرفق استخلاص وتصنيع البلوتونيوم، بصورة تلقائية (البلوتونيوم هو تلقائي الاشتعال). وانتشر الحريق إلى مواد علبة القفازات القابلة للاشتعال، بما في ذلك النوافذ المصنوعة من البليكسي غلاس (زجاج صناعي مدعم) والقفازات المطاطية. انتشر الحريق بسرعة من خلال صناديق القفازات المترابطة وأشعل البنك الكبير لمرشحات الهواء عالية الكفاءة في منع الجسيمات (إيتش إي بّي إيه) الموجودة في مجرى حيز التهوية. في غضون دقائق، احترقت الفلاتر الأولى، ما سمح لجزيئات البلوتونيوم بالهروب من أكوام عادم المبنى. توقفت مراوح عادم المبنى عن العمل بسبب أضرار الحريق في الساعة 10:40 مساءً، ما أنهى غالبية انبعاث البلوتونيوم. استخدم رجال الإطفاء في البداية أجهزة إطفاء الحريق المملوءة بثاني أكسيد الكربون لأن الماء يمكن أن يعمل كمهدئ ويتسبب في جعل البلوتونيوم حرج. لجأوا إلى خراطيم المياه عندما أثبتت أجهزة إطفاء الحريق الجافة عدم فعاليتها.
أطلق حريق 1957 11-36 كوري (160-510 جرامًا أو 0.35-1.12 رطل) من البلوتونيوم، والذي لوث معظم المناطق خارج الموقع على شكل جزيئات مجهرية عالقة في الدخان من الحريق. تظهر خرائط المناسيب الكنتورية من الدراسات أن أجزاء من مدينة دنفر تعتبر ضمن المنطقة التي اكتشف فيها البلوتونيوم بعد أخذ العينات السطحية. ظلت حقيقة أن الحريق أدى إلى تلوث كبير بالبلوتونيوم في المناطق المأهولة بالسكان سراً. أفادت التقارير الإخبارية في ذلك الوقت، ووفقًا لبيان لجنة الطاقة الذرية، بأن هناك خطرًا طفيفًا من التلوث الخفيف وأنه لم يتلوث أي من رجال إطفاء. لم يُبلغ عن أي نشاط إشعاعي غير طبيعي من قبل دائرة الصحة العامة في كولورادو.

### تسرب منصة 903
أنتجت عمليات تفريز البلوتونيوم كميات كبيرة من سائل تبريد القطع السام الملوث بجزيئات البلوتونيوم واليورانيوم. خُزن الآلاف من براميل النفايات سعة 55 جالونًا في الخارج في منطقة ترابية غير محمية تسمى منطقة تخزين المنصة 903، حيث تآكلت البراميل وسربت النويدات المشعة على مدار سنوات في التربة والمياه. يقدر أن 5,000 غالون من الزيت الملوث بالبلوتونيوم قد تسرب إلى التربة بين عامي 1964 و1967. أجزاء من هذه النفايات، ممزوجة بالغبار الذي كون المنصة 903، أصبحا محمولين جواً مع الرياح العاتية لسلسلة جبال فرونت رينج، وتلوثت مناطق خارج الموقع إلى الجنوب والشرق.
سربت براميل التخزين في المنصة 903 1.4-15 كوري (19-208 غرام أو 0.042-0.459 رطل) من البلوتونيوم على هيئة غبار محمول في الهواء أثناء التخزين ومحاولات التنظيف اللاحقة. لا يزال هناك الكثير مدفونًا تحت منطقة المنصة 903 التي رُصفت بالأسفلت.

### حريق 1969
وقع حريق كبير آخر في 11 مايو 1969 في المبنى 776/777 (مرفق معالجة البلوتونيوم)، وكان سبب بداية الحريق للمرة الثانية الاحتراق التلقائي لرقاقات البلوتونيوم في صندوق القفازات. لجأ رجال الإطفاء مرة أخرى إلى مكافحة الحريق بالماء بعد أن أثبتت أجهزة إطفاء الحريق الجافة عدم فعاليتها. على الرغم من التوصيات بعد حريق 1957، لم تُبنى أنظمة إخماد في صناديق القفازات.
بالرغم من أن الحريق يشبه بصورة ملحوظة حريق 1957، كان مستوى التلوث أقل حدة لأن مرشحات إيتش إي بّي إيه في نظام العادم لم تحترق (بعد حريق 1957، غُيرت مادة المرشح من السليولوز إلى اللدائن المدعمة بألياف زجاجية غير القابلة للاشتعال). لو فشلت المرشحات أو اختُرق السقف (الذي لحق به ضرر شديد بالنيران)، لكان انبعاث التلوث أكثر شدة من حريق 1957. كان نحو 1400 كيلوغرام (3100 رطل) من البلوتونيوم في منطقة التخزين حيث وقع الحريق، ونحو 3400 كيلوغرام (7500 رطل) من البلوتونيوم الكلي كان في المبنى 776/777.
أطلق حريق 1969 13-62 ميلي كوري (140-900 ميلي غرام أو 0.00031–0.00198 رطل) من البلوتونيوم، تقريبًا واحد بالألف من الكمية التي أُطلقت في حريق 1957. لكن حريق 1969 دفع مسؤولي الصحة المحليين إلى إجراء اختبارات مستقلة للمنطقة المحيطة بروكي فلاتس لتحديد مدى التلوث. أدى ذلك إلى النشر الأول للعامة لمعلومة تلوث المناطق المأهولة بالسكان جنوب شرق روكي فلاتس.

## التلوث

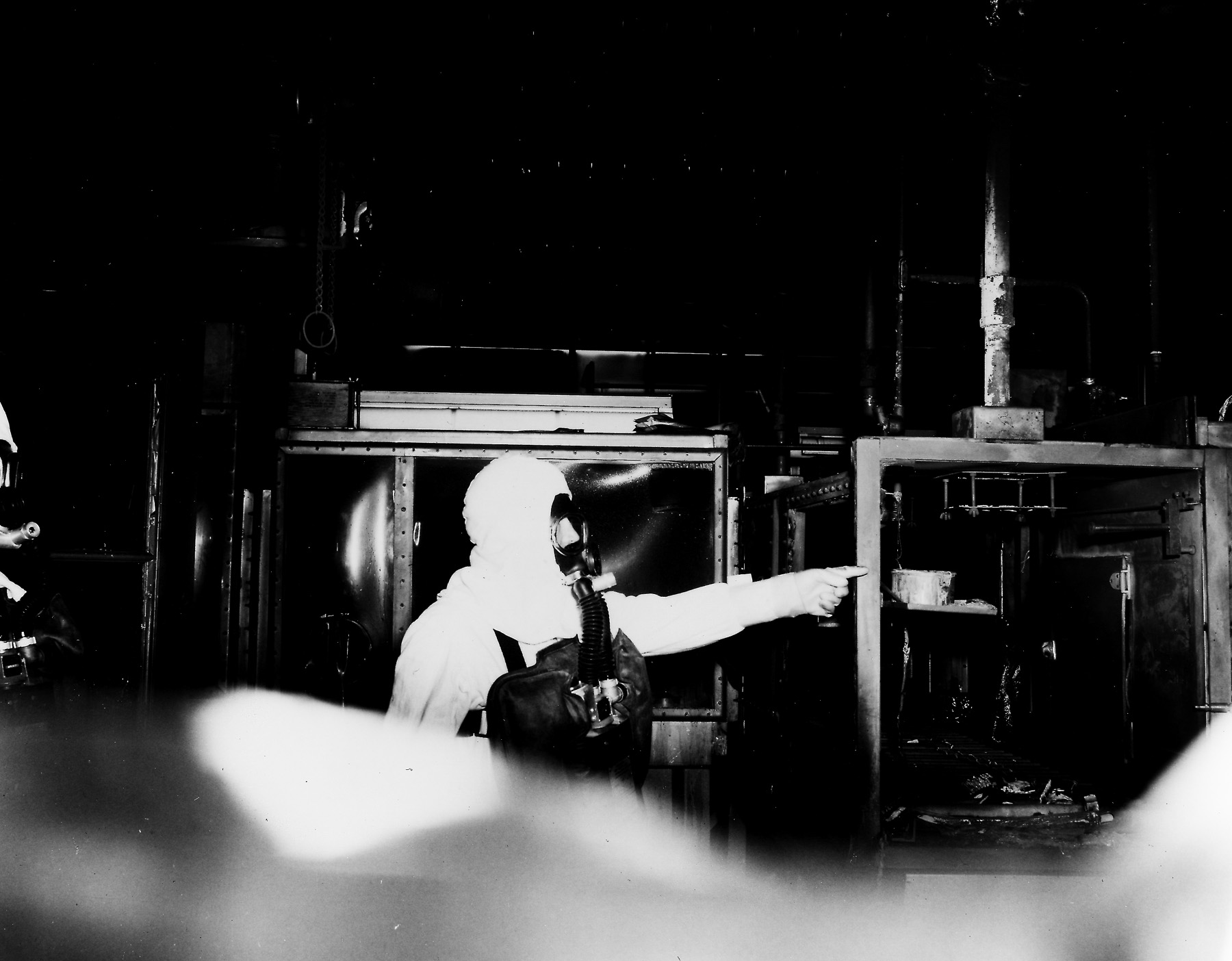
صندوق القفازات حيث بدأ الحريق عام 1957.

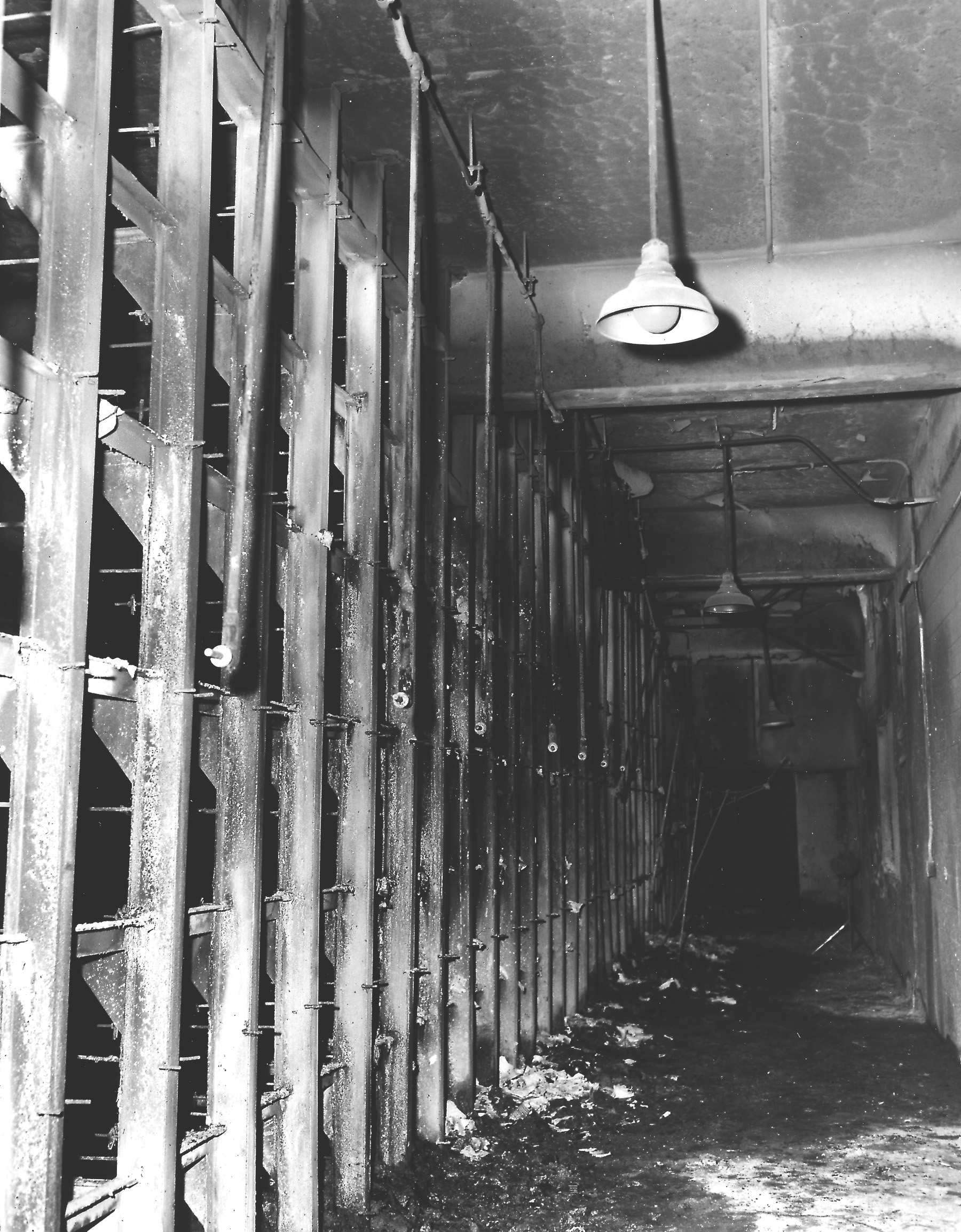
إزالة الجزيئات المجهرية من البلوتونيوم من القفاز العادم التي دمرتها النار ، مما يسمح للدخان المشع بالتسرب من المبنى.

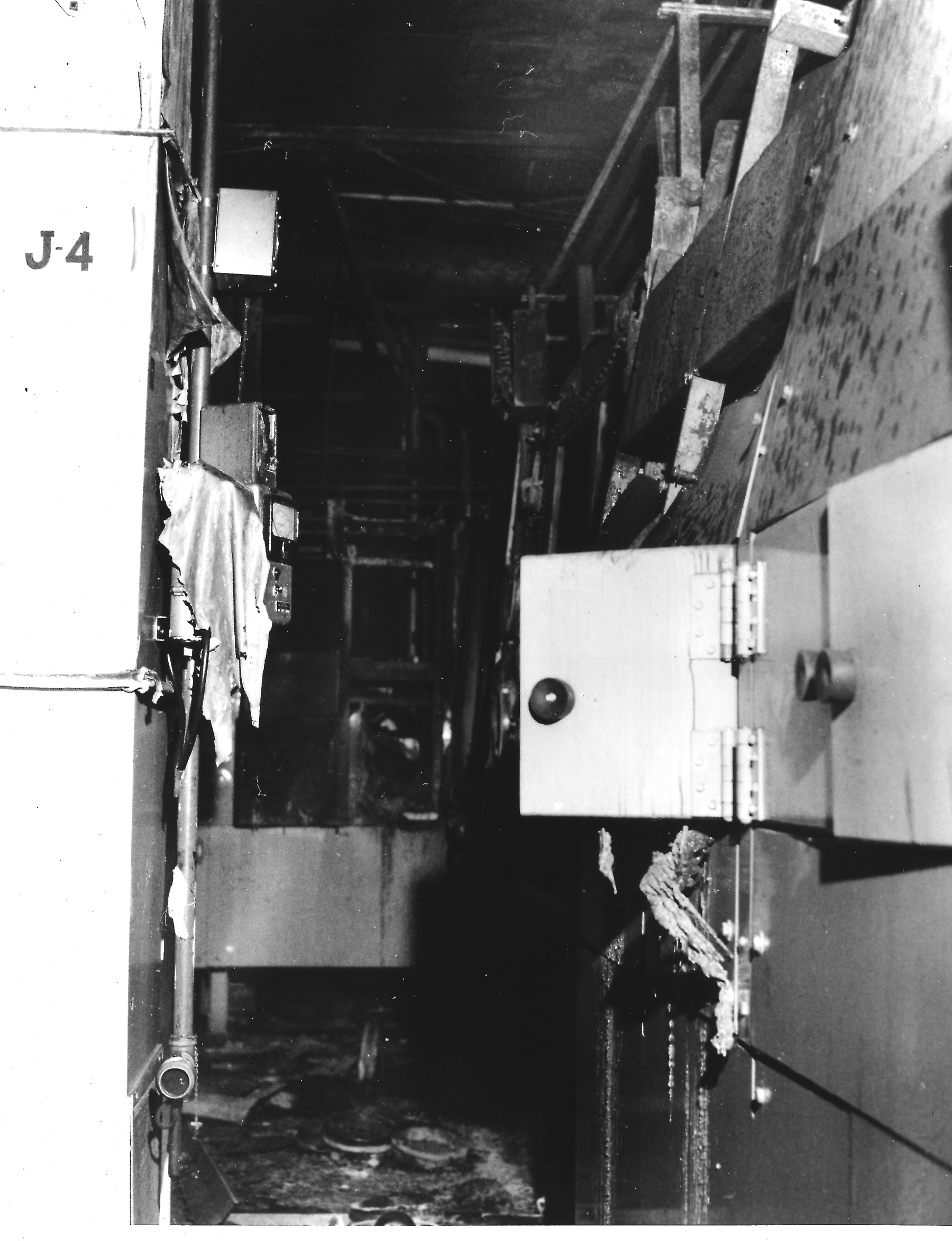
غرفة في البناء ٧٧٦ متضررة بسبب حريق عام ١٩٦٩